# Knook
Knook è un piccolo villaggio e una parrocchia civile che si trova a circa 7 km a sud-est di Warminster, nella contea del Wiltshire nel Sud Ovest dell'Inghilterra, Regno Unito. 

## Geografia fisica

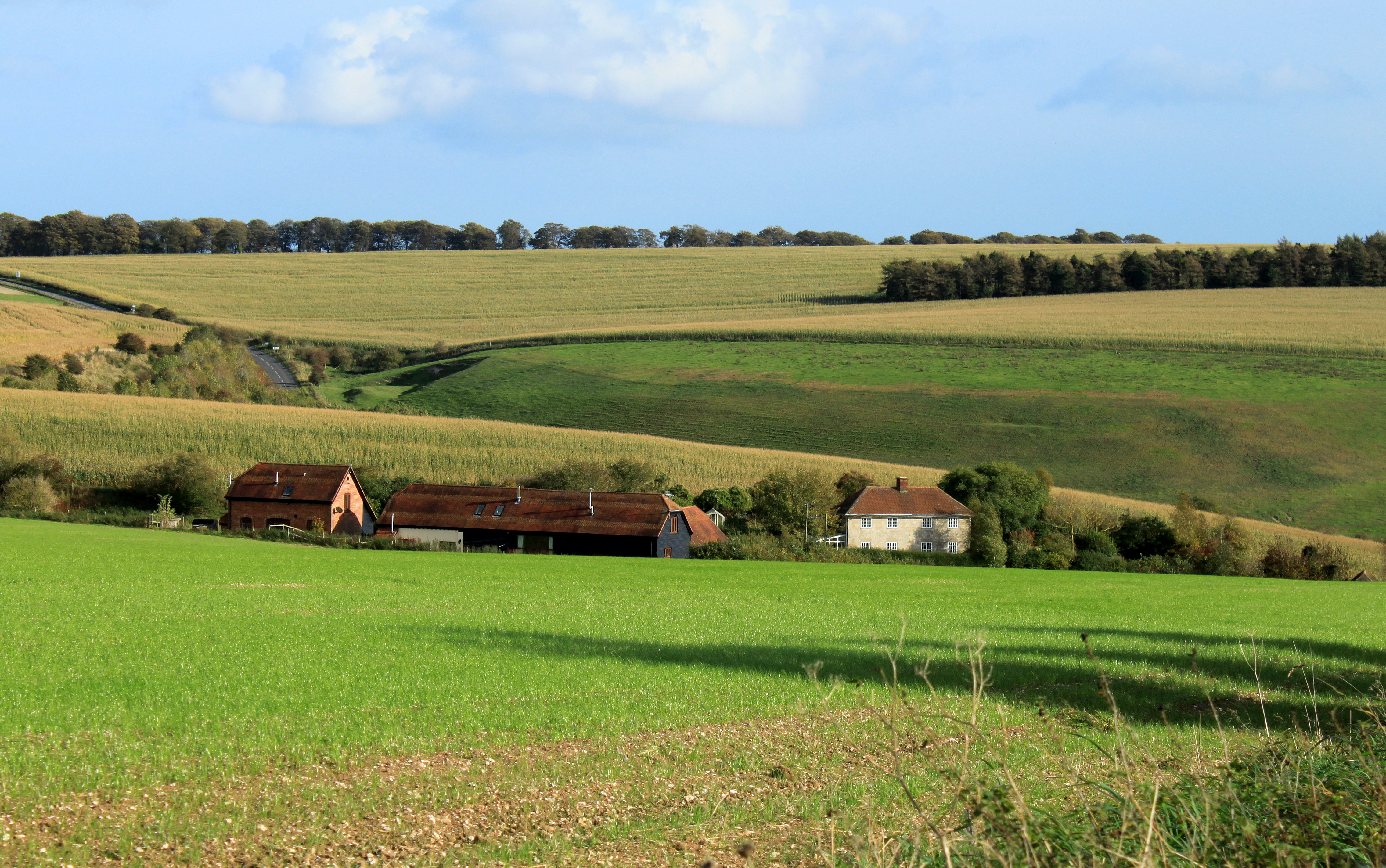
Campi coltivati nel territorio di Knook Down

### Territorio
Il territorio della parrocchia civile di Knook occupa una superficie di 6.139 km² con un livello medio sul mare di circa 91 metri. Il villaggio si trova a nord del fiume Wylye, ai margini della pianura di Salisbury. Il fiume Wylye scorre lungo il confine occidentale del villaggio. Molti dei villaggi che costeggiano questo tratto del fiume hanno una forma simile e sono raggruppati vicino al fiume, mentre il territorio all'interno dei confini parrocchiali si estende fino alle colline. Knook ha una forma allungata e sottile, che si erge sopra Knook Down. Il terreno è un misto di sottosuolo, gesso e pietra.

## Storia
L'origine del nome Knook è probabilmente legato a un'antica denominazione celtica, molto simile al moderno gallese cnwc, che significa grumo o collinetta e potrebbe riferirsi in modo specifico al tumulo che si trova sul confine parrocchiale a sud della chiesa. È probabile che un insediamento a Knook, vicino alla chiesa, esistesse almeno dal X secolo e in effetti la struttura della chiesa presenta elementi decorativi della fine del X secolo o dell'inizio del secolo successivo, che probabilmente provengono da un edificio precedente. Vicino al confine orientale della parrocchia sorgevano due villaggi di popolazioni britanniche e anche un castello. Tutti questi tre siti si trovano nella parrocchia civile di Upton Lovell. Il terrapieno di Old Ditch, sede di un antico insediamento, si estende per quasi un miglio lungo il confine orientale. Il fossato misura complessivamente undici miglia e si estende da Upton Scudamore a Orcheston. Tra i cinque tumuli che si estendono per tutta la lunghezza della parrocchia, il primo fu aperto da William Cunnington. Il Domesday Book registra due manieri a Knook, detenuti dai Lord di Wardour e Heytesbury. Circa tre secoli più tardi, nel 1377, risulta presente un solo maniero. Questo era in possesso di Sir John Lovel e rimase a questa famiglia fino al 1794, quando Knook fu acquistata da Edoardo, duca di Somerset. Questi a sua volta lo vendette a Lord Heytesbury nel 1828. Il maniero rimase a questa famiglia fino alla seconda guerra mondiale. La chiesa parrocchiale risale alla fine dell'XI secolo, fu ricostruita nel 1740 e fu poi restaurata nel 1875 da William Butterfield. Nel 1901 il villaggio contava solo 21 famiglie. Tutte le attività erano legate all'agricoltura, tranne il caso di un muratore. Knook era una comunità troppo piccola per poter avere un negozio, un fornaio o un ufficio postale quindi gli abitanti del villaggio si recavano a piedi a Upton Lovell o a Heytesbury per queste necessità. Durante la prima guerra mondiale, la figlia di un contadino gestiva una tabaccheria e i suoi clienti provenivano principalmente dal campo militare recentemente istituito. Un'edicola pubblicava annunci sull'elenco commerciale di Kelly negli anni dal 1927 al 1931.
Al momento del Domesday Survey, Knook comprendeva due poderi e la popolazione arrivava ad un massimo di circa 100 persone. La popolazione raggiunse il picco di 282 abitanti nel 1831 e scese gradualmente a 89 nel 1901. Nel 1861 il calo fu attribuito alla migrazione di diverse famiglie in altre parrocchie e all'ingresso di giovani nell'esercito. Nel 1871 la causa fu probabilmente la demolizione di case nel villaggio e l'emigrazione di giovani, principalmente come domestici, verso le città vicine. Nel XX secolo si vide un aumento di cinque volte della popolazione, dovuto alla costruzione di un campo militare. Tra il 1931 e il 1951 la cifra salì da 95 a 544 abitanti. Negli anni sessanta scese nuovamente a 68. Il dato più recente pervenuto, relativo al 2001, è di 59 persone. Il primo campo militare nel territorio fu costruito nel 1915, conteneva baracche edificate su entrambi i lati della strada principale tra Heytesbury e Knook. Copriva 50 acri ed era adibito a campo di artiglieria. Nel 1940 fu costruito un campo molto più grande sul lato nord-est della strada principale. Per costruirlo furono impiegati oltre 100 uomini. Durante la guerra fu utilizzato dalla Brigata di Riserva Australiana.

## Monumenti e luoghi d'interesse

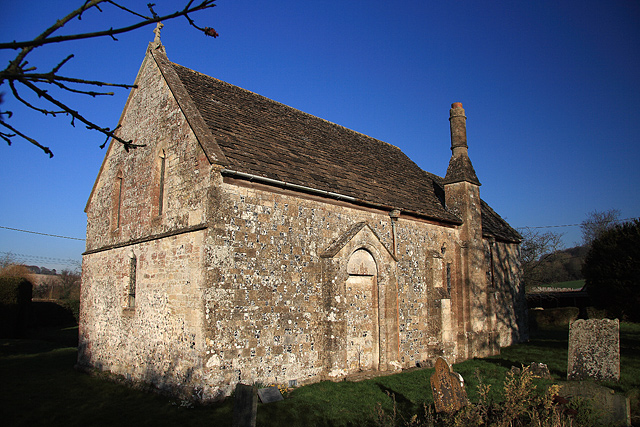
Chiesa di Santa Margherita

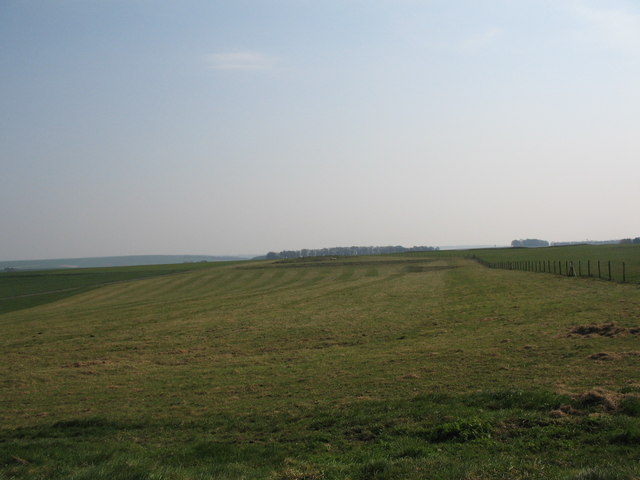
Territorio dove sorgeva il castello di Knook

Ci sono vari edifici storici e altri siti d'interesse nel territorio di Knook. Il principale è la chiesa, e oltre a questo il più antico è il Manor House, che risale al XVI secolo. Ci sono due fattorie chiamate East e West. East Farm è la più antica e risale al XVII secolo. La casa colonica fu ricostruita all'inizio del XIX secolo. Anche West Farm risale al XIX secolo. Nel 2005 due degli edifici di questa fattoria, il granaio e la latteria, sono stati entrambi convertiti in abitazioni moderne. I due edifici rimanenti, classificati come patrimonio storico, sono cottage adiacenti. Uno risale al XVIII secolo, l'altro alla metà del XIX secolo.
- Chiesa di Santa Margherita (in inglese Church of St Margaret). Si tratta di una chiesa parrocchiale anglicana che risale almeno alla fine dell'XI secolo. La chiesa fu ricostruita nel 1740, quando i sagrestani considerarono il presbiterio e la navata storici come inadatti al culto e all'uso. L'edificio fu poi restaurato nel 1875 da William Butterfield. La chiesa conserva ancora elementi chiaramente normanni, comprese parti del presbiterio. L'elemento più importante è il portale murato nella parete sud. Protetto da una struttura del XIX secolo e da un arco a sesto acuto, si trova un timpano scolpito. Per molti anni si è creduto che fosse normanno, ma gli archeologi gli hanno poi attribuito una datazione anteriore. Gli elementi chiave sono i capitelli che sorreggono l'arco a tutto sesto e le sculture di fogliame e animali all'interno del timpano, che si ritiene risalgano tutti all'inizio dell'XI secolo. Sir Nikolaus Pevsner tuttavia non è d'accordo e ritiene che gli esperti che si sono espressi continuino ad avere opinioni contrastanti sull'argomento. La parete ovest presenta una finestra del XIII secolo sotto due finestre del XIX secolo. Sopra il portico nord a due piani si trova una pietra con la data incisa 1623. Negli anni ottanta era visibile anche il nome parzialmente illeggibile di un sagrestano. Il resto dell'esterno risale al 1870. All'interno della chiesa si trovano frammenti dell'edificio precedente. Il presbiterio presenta una trave in legno con archi a tutto sesto sostenuta da mensole intagliate dell'XI secolo. Dietro l'altare si trova una pala d'altare in pietra calcarea con intagli sassoni intrecciati. Nel 1740 la chiesa fu ricostruita e la successiva testimonianza documentale risale al 1824, quando Sir Richard Colt Hoare visitò la chiesa. Ne disegnò una semplice planimetria e ne misurò la posizione. Nel 1874 si resero necessari importanti restauri. Nel 1875 la chiesa si trovava in uno stato di generale degrado. La muratura doveva essere riparata e restaurata ove necessario, così come le pareti. Il tetto fu riparato e rivestito di nuove tegole, e fu costruita una sagrestia sul lato nord del presbiterio. La chiesa precedente poteva ospitare circa 75 persone e dopo il restauro questo numero fu ridotto a 67, sufficiente per accogliere i pochi fedeli locali. Gli arredi interni della chiesa come il fonte battesimale, il pulpito, i banchi e la balaustra per la comunione, furono tutti aggiunti negli anni settanta del XIX secolo. La vetrata della finestra orientale è stata costruita in memoria di Elizabeth, Lady Heytesbury, morta nel 1874. Sul lato ovest si trova una lapide in marmo bianco e nero in memoria di Brouncher Thring e della sua famiglia. La parrocchia di Knook fu unita a Heytesbury e Tytherington nel 1885. I registri parrocchiali di Knook, risalenti al 1687, oltre a quelli attualmente in uso presso la chiesa, sono consultabili presso il Wiltshire & Swindon History Centre di Chippenham. L'English Heritage ha inserito dall'11 settembre 1968 la chiesa di Santa Margherita di Knook tra gli edifici storici come monumento classificato di prima categoria col numero 1285068. La chiesa appartiene alla diocesi di Salisbury.[7][8][9]
- Knook Manor. Edificio storico che risale al XVI secolo. Si tratta di un maniero Tudor, considerato monumento classificato di prima categoria. Alla fine del XIX secolo era diviso in quattro caseggiati. Nel 1892 fu gravemente danneggiato da un incendio. Nel 1910 venne descritto come in condizioni di notevole degrado.[3]
- Knook Castle, sito archeologico.

## Geografia antropica

### Urbanistica
La parrocchia civile di Knook comprende solo il villaggio omonimo.

## Economia
Le principali fonti di occupazione per gli abitanti di Knook prima della seconda guerra mondiale erano l'agricoltura e l'industria laniera. Già nel 1379 i rendiconti dell'esattore della tassa elettorale mostrano che l'industria tessile era ben consolidata nella valle del Wylye, e anche nel villaggio. Su un tratto di fiume di quattro miglia tra Heytesbury e Codford furono registrati nove follatori, di cui uno a Knook. Questa elevata percentuale di follatori rispetto alla popolazione dimostra che esisteva una clientela consolidata per quest'industria. A metà del XIX secolo gli abitanti si occupavano di lavori agricoli nelle due fattorie del villaggio ed alcuni erano impiegati in un lanificio. Il censimento del 1851 mostra solo 48 famiglie a Knook. West Farm si estendeva su 600 acri e impiegava 16 operai. East Farm era leggermente più grande, con 800 acri e 25 operai. Alcuni poi probabilmente lavoravano nella fabbrica della vicina Upton Lovell, di proprietà della famiglia Everett, che esercitava la professione di sarti a Heytesbury.